# James Reimer
James Reimer, född 15 mars 1988, är en kanadensisk professionell ishockeymålvakt som spelar för Buffalo Sabres i NHL. 
Han har tidigare spelat på NHL-nivå för Florida Panthers, San Jose Sharks, Toronto Maple Leafs och Carolina Hurricanes. Han har även spelat på lägre nivåer för Toronto Marlies i AHL, Reading Royals och South Carolina Stingrays i ECHL och Red Deer Rebels i WHL.

## Klubblagskarriär

### NHL

#### Toronto Maple Leafs
Reimer draftades i fjärde rundan i 2006 års draft av Toronto Maple Leafs som 99:e spelare totalt.

#### San Jose Sharks
Den 27 februari 2016 tradades han till San Jose Sharks tillsammans med Jeremy Morin, i utbyte mot Alex Stalock, Ben Smith och ett val i tredje rundan i NHL-draften 2018 (Riley Stotts).

#### Florida Panthers
Han skrev som free agent på ett femårskontrakt med Florida Panthers den 1 juli 2016.

#### Carolina Hurricanes
Den 30 juni 2019 tradades han till Carolina Hurricanes i utbyte mot Scott Darling och ett val i sjätte rundan i NHL-draften 2020.